# Flavobacterium aquatile
Flavobacterium aquatile ist eine Art von Bakterien. Die Art wurde in Süßwasser mit gemäßigter Temperatur gefunden.

## Merkmale
Die Art Flavobacterium aquatile ist Gram-negativ. Die Zellen sind stäbchenförmig, die Länge liegt im Bereich von ca. 0,5–0,7 × 1,0–3,0 µm. Auch filamentöse Formen treten auf. Bei einigen Kulturen wurde beobachtet, das das Bakterium sich durch eine gleitende Bewegung fortbewegt, was aber von anderen Autoren nicht bestätigt wurde. Diese Art der Bewegung tritt bei vielen Arten von Flavobacterium auf. Die Kulturen sind braun gefärbt, was auf die Produktion von β-Carotin zurückzuführen ist. Das Pigment Flexirubin wird im Gegensatz zu einigen anderen Arten der Gattung, wie z. B. F. aquidurense, nicht produziert.
Flavobacterium aquatile ist aerob, der terminale Elektronenakzeptor bei der Atmung ist Sauerstoff. Wachstum erfolgt bei Temperaturen von 10–40 °C, optimal ist eine Temperatur von 30 °C. Nitrat wird zu Nitrit reduziert. Schwefelwasserstoff wird nicht gebildet. Optimales Wachstum erfolgt in Abwesenheit von NaCl, es wird ein Gehalt von bis zu 0,5 % toleriert. Ein Amylase-Enzym ist vorhanden, das Bakterium kann Stärke nutzen. Auch Casein und Aesculin werden hydrolysiert, Gelatine wird nicht genutzt. Die Enzyme Urease und Chitinase sind nicht vorhanden. Schwefelwasserstoff wird nicht gebildet.
Es wurde die Wirkung einiger Antibiotika getestet. Das Bakterium zeigt eine Antibiotikaresistenz gegen Benzylpenicillin (Penicillin G) und Kanamycin. Folgende Mittel zeigten keine Wirkung: Chloramphenicol, Gentamicin, Nalidixinsäure, Streptomycin,
Tetracyclin und Vancomycin.
Wie bei allen Arten von Flavobacterium ist das dominierende Menachinon MK6.
Der GC-Gehalt in der DNA liegt bei 32,2 %.

## Systematik
Flavobacterium aquatile zählt zu der Familie der Flavobacteriaceae, welche wiederum zu der Klasse Bacteroidetes gestellt wird. Es ist die Typusart ihrer Ordnung, der Flavobacteriales. Es existiert nur ein Kulturstamm dieser Art, isoliert wurde das Bakterium aus einem Tiefbrunnen in England.